# Pro League (Belgio)
La Pro League (denominata ufficialmente Jupiler Pro League per motivi di sponsorizzazione) è la massima divisione del campionato belga di calcio. Disputata a partire dal 1895, è attualmente composta da sedici squadre che si contendono il titolo di campione del Belgio.
La squadra più titolata è l'Anderlecht, mentre la detentrice è l'Union Saint-Gilloise.

## Storia
Il primo titolo belga viene assegnato nel 1896 al RFC Liegi, che vince un unico girone all'italiana composto da sette squadre. Presto i gironi diventano due: dall'edizione 1898-1899 alla 1903-1904 sono quindi le due vincenti (successivamente le prime due classificate) a contendersi la vittoria. Fino allo scoppio della prima guerra mondiale figurano tra le protagoniste, oltre al Liegi, anche il Racing Bruxelles e l'Union Saint-Gilloise.

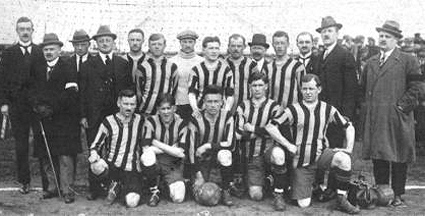
Il Bruges campione nel 1920

Nel primo dopoguerra cominciano a vincere i club della provincia di Anversa, che dominano per quasi tutti gli anni Venti: prima il Beerschot di Raymond Braine che conquista in pochi anni cinque titoli (saranno sette in totale), poi l'Anversa, e infine il Lierse di Bernard Voorhoof. Queste vittorie sono intervallate però da due successi del Cercle Bruges, che arriva a tre in tutto, mentre al termine del campionato 1934-1935 l'Union Saint-Gilloise vince il suo undicesimo titolo, il terzo di fila, e si conferma decisamente come squadra più vittoriosa; quinto successo invece per il Daring Bruxelles due anni dopo.
Nel 1939, però, il Belgio viene invaso dalla Germania, e il torneo viene sospeso. Riprende comunque prima della fine del secondo conflitto mondiale, e viene conquistato anche dal Malines; gioca in questa squadra Albert De Cleyn, il miglior marcatore di sempre.

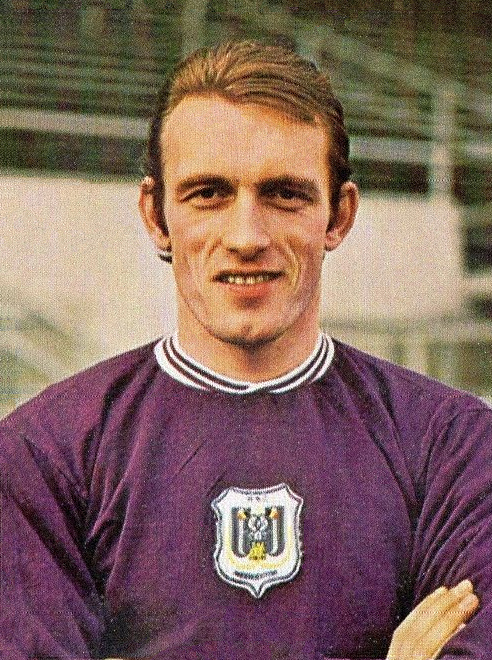
Paul Van Himst nel 1973

Comincia invece nel secondo dopoguerra a vincere l'Anderlecht, club in cui milita anche Joseph Mermans: i bianco-malva arrivano a conquistare otto titoli alla fine degli anni Cinquanta. Intanto nel 1952 il campionato era stato rinominato Division 1 e il numero delle squadre era stato portato a sedici, mentre due anni dopo era nato il Gouden Schoen. Sempre in questo periodo, nel 1958, lo Standard Liegi conquista il suo primo titolo.
Nascono ora le competizioni europee: il primo club belga a raggiungere un risultato di prestigio è proprio quello di Liegi, che raggiunge le semifinali nella Coppa dei Campioni 1961-1962. Intanto nel 1960 aveva fatto il suo esordio nell'Anderlecht Paul Van Himst, e la squadra, guidata inizialmente da Pierre Sinibaldi, inizia presto un nuovo ciclo di vittorie: vince cinque campionati di fila, superando così l'Union Saint-Gilloise per numero di titoli. Lo Standard raggiunge invece nuovamente le semifinali nella Coppa delle Coppe 1966-1967, e Roger Claessen è capocannoniere; conquista inoltre, con René Hauss in panchina, tre vittorie consecutive a cavallo con il decennio successivo. L'Anderlecht è però la prima compagine belga a raggiungere una finale continentale, quella della Coppa delle Fiere 1969-1970.

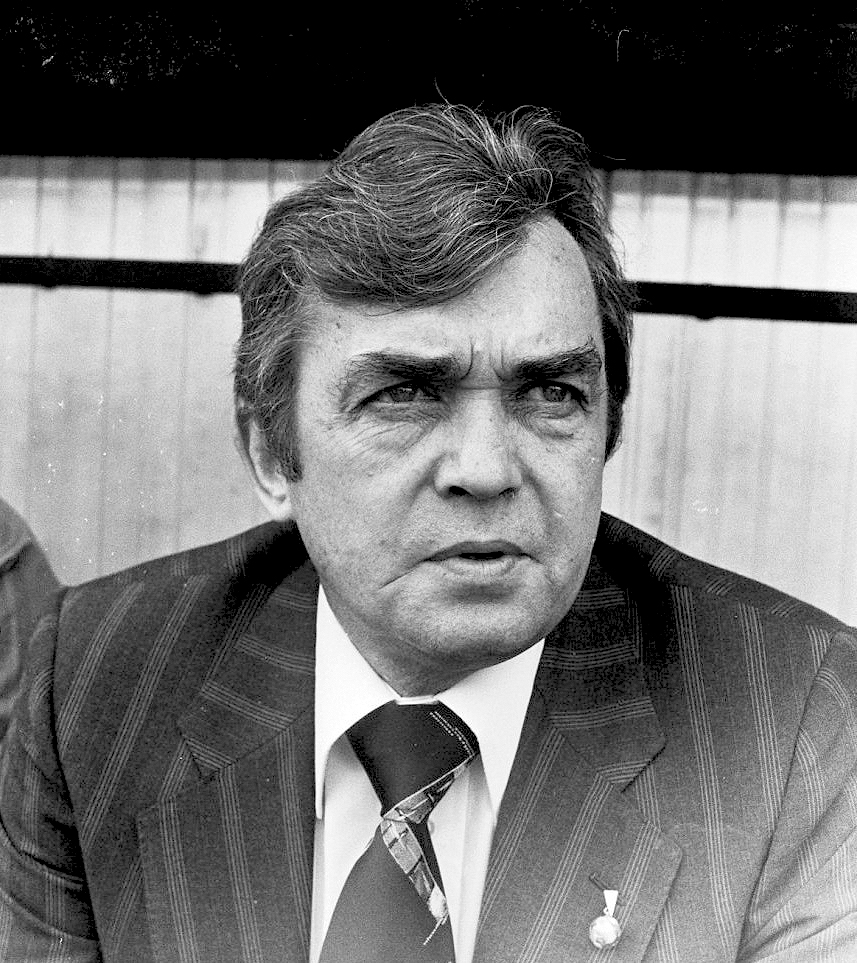
Ernst Happel nel 1978.

Negli anni Settanta il Bruges, nel quale passa anche Ruud Geels, diventa protagonista: vince il campionato nel 1973, quindi dopo più di cinquant'anni, e poi ingaggia l'allenatore Ernst Happel. Il club torna al successo nel 1976, e nello stesso anno, dopo aver eliminato tra gli altri la Roma e il Milan, raggiunge inoltre la finale della Coppa UEFA. I nero-azzurri vengono qui sconfitti dal Liverpool, ma un trofeo arriva comunque in Belgio: l'Anderlecht di François Van der Elst, Arie Haan e Rob Rensenbrink conquista infatti la prima Coppa delle Coppe battendo il West Ham Utd per 4-2 nella vicina Bruxelles.

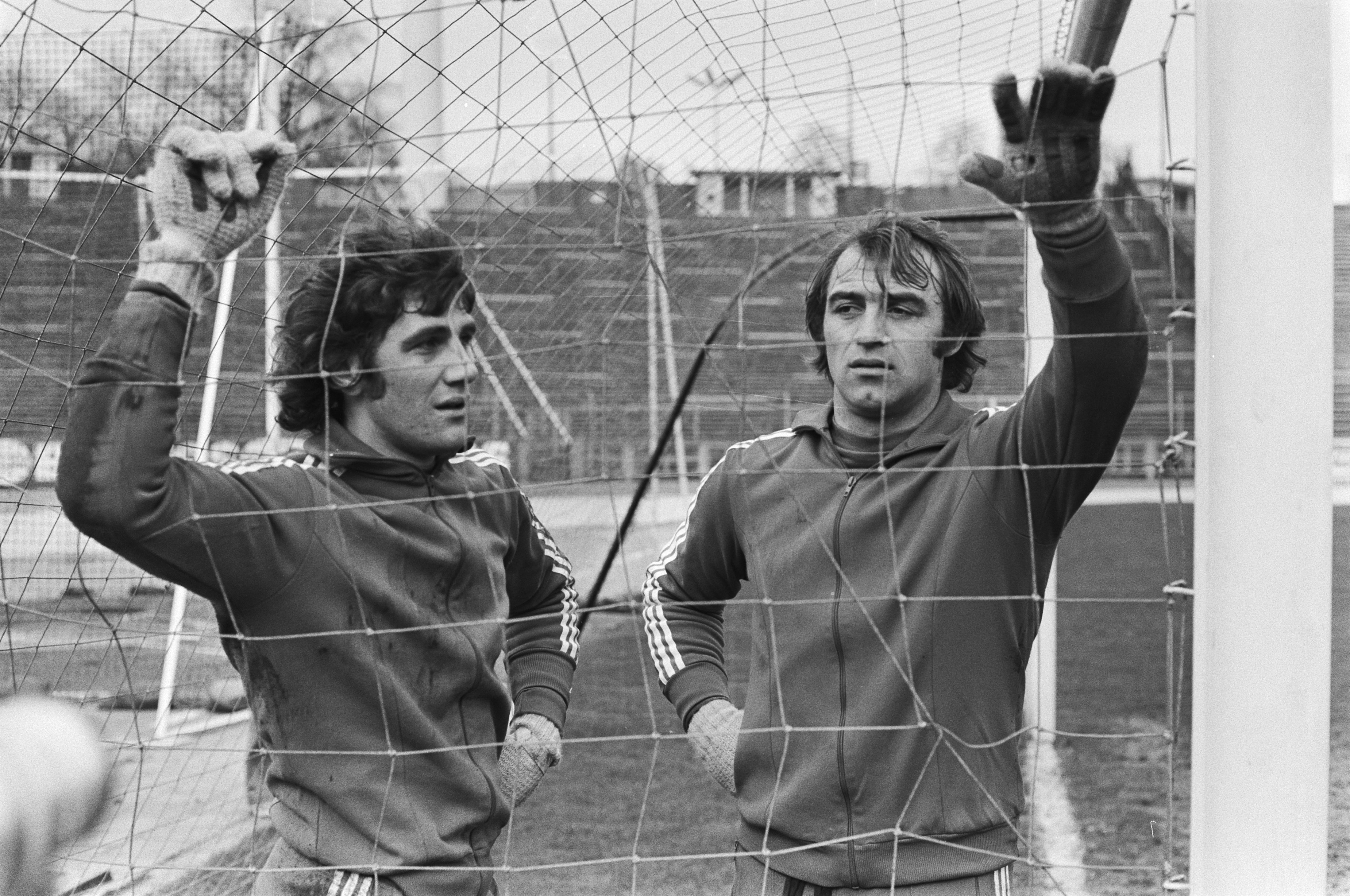
Jean-Marie Pfaff e Christian Piot nel 1977.

Uno schema simile si ripete nelle due stagioni successive: il Bruges vince sempre il titolo, mentre l'Anderlecht di Raymond Goethals disputa altre due finali della medesima competizione continentale. Persa la prima i bianco-malva vincono però la seconda, dopo aver sconfitto nettamente l'Austria Vienna a Parigi, e diventano così l'unica formazione ad aver giocato tre finali consecutive nella Coppa delle Coppe. Altro momento di gloria per il Bruges che, dopo aver sconfitto anche la Juventus, arriva a disputare la finale della Coppa dei Campioni 1977-1978: è tuttavia nuovamente battuto dal Liverpool. Dal canto suo l'Anderlecht ottiene proprio gli inglesi la seconda Supercoppa europea, mentre la prima era arrivata nel 1976 con la vittoria sul Bayern Monaco. Sul finir del decennio viene fuori anche il KSK Beveren, la cui porta è difesa da Jean-Marie Pfaff: la squadra vince il campionato 1978-1979, e contemporaneamente, dopo aver eliminato l'Inter, raggiunge le semifinali nella Coppa delle Coppe.

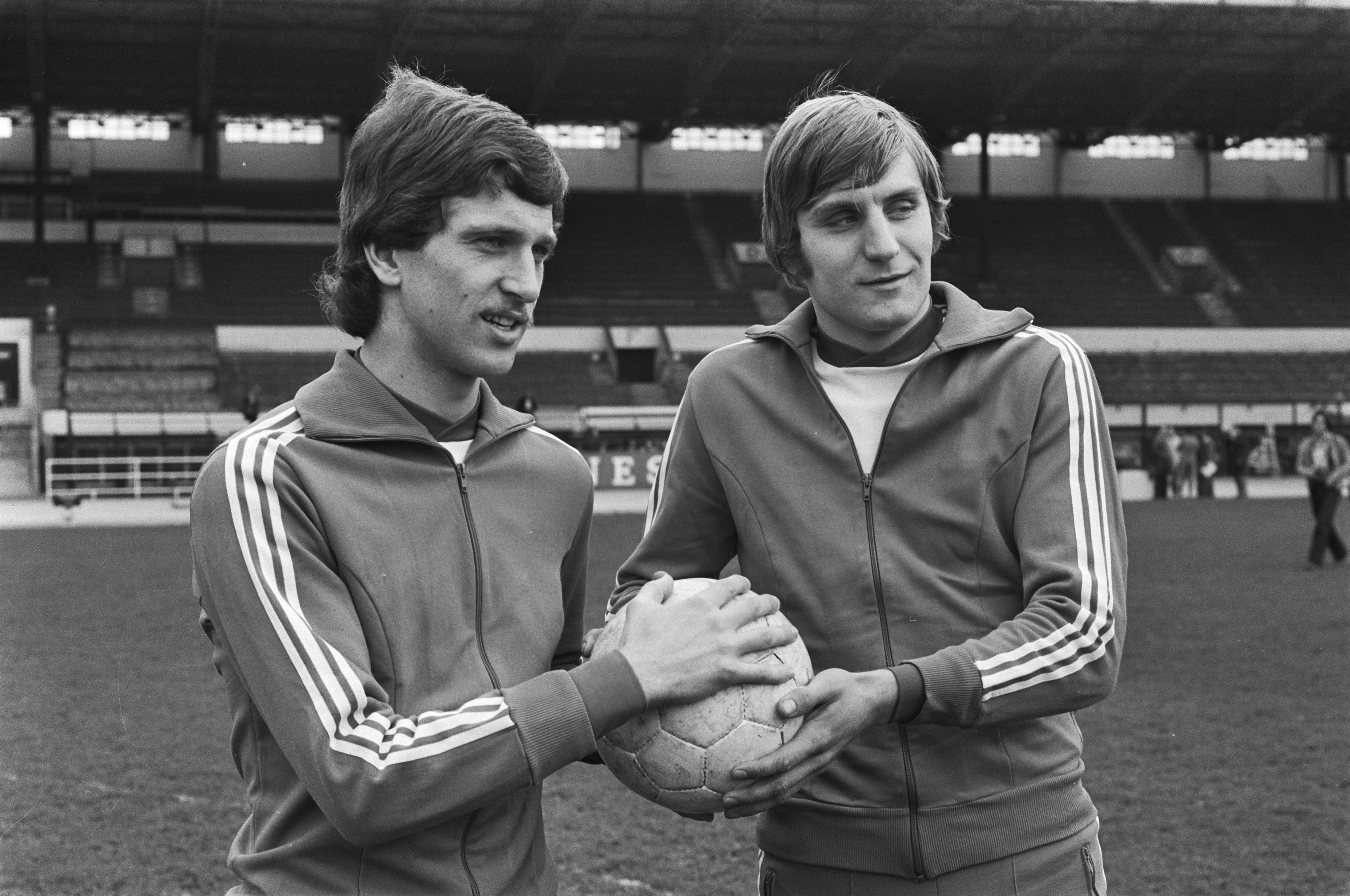
Ludo Coeck e Jan Ceulemans nel 1977

Gli anni Ottanta si aprono con Erwin Vandenbergh che conquista la Scarpa d'oro 1980, e anche un secondo posto della Nazionale agli europei italiani. Settimo titolo nella stagione 1981-1982 per lo Standard Liegi, che ha Goethals in panchina e Haan, Michel Preud'homme ed Eric Gerets in campo. La squadra raggiunge anche la finale della Coppa delle Coppe dove Eddy Voordeckers è capocannoniere, tuttavia due anni più tardi verrà accertata la non regolarità dell'ultima partita di campionato contro il Waterschei. Altre buone prove delle squadre belghe in campo continentale: lo stesso Waterschei raggiunge le semifinali nella Coppa delle Coppe 1982-1983, ma meglio fa l'Anderlecht, che raggiunge il medesimo traguardo nella Coppa dei Campioni 1981-1982 e vince, dopo un vittorioso doppio confronto con il Benfica, la Coppa UEFA 1982-1983.
I bianco-malva giocano una nuova finale nella Coppa UEFA 1983-1984 dove sono però sconfitti ai calci di rigore, ma vincono i successivi tre campionati con in rosa anche Georges Grün e Vincenzo Scifo; arrivano così a venti affermazioni in totale. Raggiungono anche una nuova semifinale nella Coppa dei Campioni 1985-1986, e contemporaneamente il medesimo traguardo viene raggiunto in Coppa UEFA dal Waregem, squadra in cui milita Marc Millecamps; altro buon piazzamento della Nazionale ai mondiali messicani, che finisce quarta.

Graeme Rutjes e Marc Emmers del dopo la semifinale della Coppa delle Coppe 1987-1988.

Intanto nella stagione 1987-1988 il Malines conquista la Coppa delle Coppe 1987-1988: elimina anche l'Atalanta, e batte nella finale di Strasburgo l'Ajax. Sconfigge poi il PSV e vince pure la successiva Supercoppa UEFA, più il quarto titolo belga. I giallo-rossi arrivano anche alle semifinali della successiva Coppa delle Coppe avendo la meglio tra gli altri sull'Anderlecht, squadra che nella stagione successiva raggiunge per la quarta volta la finale in Coppa delle Coppe. Torna poi al successo il Club Bruges in cui militano Jan Ceulemans e Franky Van Der Elst: i nero-azzurri ottengono tre vittorie in cinque anni a cavallo tra i due decenni, e intanto Erwin Vandenbergh è il miglior marcatore per la sesta volta in carriera.

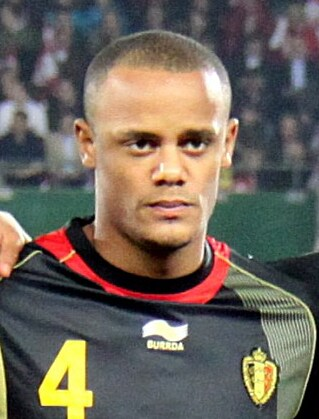
Vincent Kompany, che inizia la sua carriera nell'.

Nella prima metà degli anni Novanta l'Anderlecht vince tre titoli consecutivi a partire dalla stagione 1992-1993, proprio quella in cui l'Anversa raggiunge la finale della Coppa delle Coppe grazie ai gol del capocannoniere Alexandre Czerniatynski. Nella stagione 1996-1997 torna al successo il Lierse, mentre il campionato 1998-1999 viene vinto da un club nato solo da dieci anni, il Genk, che si ripete anche nel 2002 quando Wesley Sonck è capocannoniere. È comunque un buon periodo per il Bruges in cui milita Timmy Simons, che da qui alla metà degli anni Duemila si classifica sempre tra le prime due, e arriva a tredici successi nel 2004-2005. Anche l'Anderlecht, in cui giocano Bart Goor e il giovane Vincent Kompany, non è da meno: conquista il titolo nella stagione 2005-2006, arrivando al ventinovesimo l'anno successivo. Nel 2008 torna invece a vincere lo Standard Liegi, che ha in rosa anche Axel Witsel.
Nella stagione 2008-2009 nasce la Pro League, composta da diciotto compagini: la stagione vede il ripetersi dello Standard Liegi, che vince il decimo titolo dopo aver sconfitto nello spareggio l'Anderlecht con il quale era terminato a pari punti. Dalla stagione 2009-2010 cambia poi il formato con la riduzione delle squadre a 16 e il campionato si svolge in due fasi. L'Anderlecht vince quattro delle prime cinque edizioni e, dopo un nuovo titolo del Genk nel 2011, vince per la prima volta il Gent; questa squadra raggiunge anche gli ottavi nella Champions League 2015-2016. La stagione 2019-2020 è stata conclusa anticipatamente a causa dell'emergenza dovuta alla pandemia di Covid-19 in Belgio, per l'assegnazione del titolo il Club Bruges è stato dichiarato campione per la sedicesima volta nella sua storia. Nella stagione 2020-21, Il numero di squadre partecipanti viene ampliato da 16 a 18.

## Formato
Le sedici squadre partecipanti si affrontano in un girone di andata e ritorno, per un totale di trenta giornate.

Al termine della stagione regolare le prime dodici squadre classificate sono divise in due livelli di play-off in base alla loro classifica.
Le prime sei sono raggruppate nel girone "Play-off I" ed i loro punti vengono dimezzati. Si incontrano di nuovo due volte (in casa e trasferta): la prima classificata alla fine di questo mini-torneo vince il campionato e si qualifica alla fase campionato della UEFA Champions League; la squadra seconda classificata accede al secondo turno di qualificazione, mentre la terza classificata guadagna l'accesso al terzo turno di qualificazione della UEFA Europa League.

Invece le squadre classificate dal settimo al dodicesimo posto sono raggruppate nel girone chiamato "Play-off II" ed i loro punti vengono dimezzati. Le squadre si incontrano due volte (una volta in casa e una in trasferta): la prima classificata nel girone sfida la quarta o quinta classificata dei "Play-off I": la vincitrice guadagnerà un posto in Europa Conference League.

Le ultime classificate disputano uno quadrangolare di condanna. Le ultime due classificate retrocedono direttamente in Challenger Pro League.

## Albo d'oro
- 1895-1896:  RFC Liegi (1)
- 1896-1897:  Racing Bruxelles (1)
- 1897-1898:  RFC Liegi (2)
- 1898-1899:  RFC Liegi (3)
- 1899-1900:  Racing Bruxelles (2)
- 1900-1901:  Racing Bruxelles (3)
- 1901-1902:  Racing Bruxelles (4)
- 1902-1903:  Racing Bruxelles (5)
- 1903-1904:  Union Saint-Gilloise (1)
- 1904-1905:  Union Saint-Gilloise (2)
- 1905-1906:  Union Saint-Gilloise (3)
- 1906-1907:  Union Saint-Gilloise (4)
- 1907-1908:  Racing Bruxelles (6)
- 1908-1909:  Union Saint-Gilloise (5)
- 1909-1910:  Union Saint-Gilloise (6)
- 1910-1911:  Cercle Bruges (1)
- 1911-1912:  Daring Bruxelles (1)
- 1912-1913:  Union Saint-Gilloise (7)
- 1913-1914:  Daring Bruxelles (2)
- 1914:-1918: Non disputato
- 1919-1920:  Club Bruges (1)
- 1920-1921:  Daring Bruxelles (3)
- 1921-1922:  Beerschot (1)
- 1922-1923:  Union Saint-Gilloise (8)
- 1923-1924:  Beerschot (2)
- 1924-1925:  Beerschot (3)
- 1925-1926:  Beerschot (4)
- 1926-1927:  Cercle Bruges (2)
- 1927-1928:  Beerschot (5)
- 1928-1929:  Anversa (1)
- 1929-1930:  Cercle Bruges (3)
- 1930-1931:  Anversa (2)
- 1931-1932:  Lierse (1)
- 1932-1933:  Union Saint-Gilloise (9)
- 1933-1934:  Union Saint-Gilloise (10)
- 1934-1935:  Union Saint-Gilloise (11)
- 1935-1936:  Daring Bruxelles (4)
- 1936-1937:  Daring Bruxelles (5)
- 1937-1938:  Beerschot (6)
- 1938-1939:  Beerschot (7)
- 1939-1941: Non disputato
- 1941-1942:  Lierse (2)

- 1942-1943:  Malines (1)
- 1943-1944:  Anversa (3)
- 1945-1946:  Malines (2)
- 1946-1947:  Anderlecht (1)
- 1947-1948:  Malines (3)
- 1948-1949:  Anderlecht (2)
- 1949-1950:  Anderlecht (3)
- 1950-1951:  Anderlecht (4)
- 1951-1952:  RFC Liegi (4)
- 1952-1953:  RFC Liegi (5)
- 1953-1954:  Anderlecht (5)
- 1954-1955:  Anderlecht (6)
- 1955-1956:  Anderlecht (7)
- 1956-1957:  Anversa (4)
- 1957-1958:  Standard Liegi (1)
- 1958-1959:  Anderlecht (8)
- 1959-1960:  Lierse (3)
- 1960-1961:  Standard Liegi (2)
- 1961-1962:  Anderlecht (9)
- 1962-1963:  Standard Liegi (3)
- 1963-1964:  Anderlecht (10)
- 1964-1965:  Anderlecht (11)
- 1965-1966:  Anderlecht (12)
- 1966-1967:  Anderlecht (13)
- 1967-1968:  Anderlecht (14)
- 1968-1969:  Standard Liegi (4)
- 1969-1970:  Standard Liegi (5)
- 1970-1971:  Standard Liegi (6)
- 1971-1972:  Anderlecht (15)
- 1972-1973:  Club Bruges (2)
- 1973-1974:  Anderlecht (16)
- 1974-1975:  RWD Molenbeek (1)
- 1975-1976:  Club Bruges (3)
- 1976-1977:  Club Bruges (4)
- 1977-1978:  Club Bruges (5)
- 1978-1979:  KSK Beveren (1)
- 1979-1980:  Club Bruges (6)
- 1980-1981:  Anderlecht (17)
- 1981-1982:  Standard Liegi (7)
- 1982-1983:  Standard Liegi (8)
- 1983-1984:  KSK Beveren (2)
- 1984-1985:  Anderlecht (18)

- 1985-1986:  Anderlecht (19)
- 1986-1987:  Anderlecht (20)
- 1987-1988:  Club Bruges (7)
- 1988-1989:  Malines (4)
- 1989-1990:  Club Bruges (8)
- 1990-1991:  Anderlecht (21)
- 1991-1992:  Club Bruges (9)
- 1992-1993:  Anderlecht (22)
- 1993-1994:  Anderlecht (23)
- 1994-1995:  Anderlecht (24)
- 1995-1996:  Club Bruges (10)
- 1996-1997:  Lierse (4)
- 1997-1998:  Club Bruges (11)
- 1998-1999:  Genk (1)
- 1999-2000:  Anderlecht (25)
- 2000-2001:  Anderlecht (26)
- 2001-2002:  Genk (2)
- 2002-2003:  Club Bruges (12)
- 2003-2004:  Anderlecht (27)
- 2004-2005:  Club Bruges (13)
- 2005-2006:  Anderlecht (28)
- 2006-2007:  Anderlecht (29)
- 2007-2008:  Standard Liegi (9)
- 2008-2009:  Standard Liegi (10)
- 2009-2010:  Anderlecht (30)
- 2010-2011:  Genk (3)
- 2011-2012:  Anderlecht (31)
- 2012-2013:  Anderlecht (32)
- 2013-2014:  Anderlecht (33)
- 2014-2015:  Gent (1)
- 2015-2016:  Club Bruges (14)
- 2016-2017:  Anderlecht (34)
- 2017-2018:  Club Bruges (15)
- 2018-2019:  Genk (4)
- 2019-2020:  Club Bruges (16)
- 2020-2021:  Club Bruges (17)
- 2021-2022:  Club Bruges (18)
- 2022-2023:  Anversa (5)
- 2023-2024:  Club Bruges (19)
- 2024-2025:  Union Saint-Gilloise (12)

### Vittorie del campionato
| Club                 | Vittorie | Secondi posti | Anni vittoria |
| -------------------- | -------- | ------------- | --- |
| Anderlecht           | 34       | 20            | 1947, 1949, 1950, 1951, 1954, 1955, 1956, 1959, 1962, 1964, 1965, 1966, 1967, 1968, 1972, 1974, 1981, 1985, 1986, 1987, 1991, 1993, 1994, 1995, 2000, 2001, 2004, 2006, 2007, 2010, 2012, 2013, 2014, 2017 |
| Club Bruges          | 19       | 22            | 1920, 1973, 1976, 1977, 1978, 1980, 1988, 1990, 1992, 1996, 1998, 2003, 2005, 2016, 2018, 2020, 2021, 2022, 2024                                                                                           |
| Union Saint-Gilloise | 12       | 8             | 1904, 1905, 1906, 1907, 1909, 1910, 1913, 1923, 1933, 1934, 1935, 2025 |
| Standard Liegi       | 10       | 12            | 1958, 1961, 1963, 1969, 1970, 1971, 1982, 1983, 2008, 2009 |
| Beerschot            | 7        | 7             | 1922, 1924, 1925, 1926, 1928, 1938, 1939 |
| Racing Bruxelles     | 6        | 4             | 1897, 1900, 1901, 1902, 1903, 1908 |
| Anversa              | 5        | 11            | 1929, 1931, 1944, 1957, 2023 |
| Daring Bruxelles     | 5        | 4             | 1912, 1914, 1921, 1936, 1937 |
| RFC Liegi            | 5        | 3             | 1896, 1898, 1899, 1952, 1953 |
| Malines              | 4        | 5             | 1943, 1946, 1948, 1989 |
| Genk                 | 4        | 3             | 1999, 2002, 2011, 2019 |
| Lierse               | 4        | 2             | 1932, 1942, 1960, 1997 |
| Cercle Bruges        | 3        | —             | 1911, 1927, 1930 |
| KSK Beveren          | 2        | —             | 1979, 1984 |
| Gent                 | 1        | 3             | 2015 |
| RWD Molenbeek        | 1        | —             | 1975 |

## Le squadre
Sono 83 le squadre ad aver preso parte alle 123 edizioni del campionato dal 1895-1896 al 2025-2026 (del quale si riportano in grassetto le squadre partecipanti):
- 107 volte:  Standard Liegi
- 105 volte:  Anversa
- 104 volte:  Club Bruges
- 95 volte:  Anderlecht
- 87 volte:  Cercle Bruges,  Gent
- 81 volte:  Beerschot
- 75 volte:  Lierse,  Malines
- 67 volte:  RFC Liegi
- 63 volte:  Union Saint-Gilloise
- 60 volte:  Charleroi
- 49 volte:  Sint-Truiden
- 48 volte:  Daring Bruxelles
- 44 volte:  Genk
- 43 volte:  RWD Molenbeek
- 42 volte:  Lokeren
- 41 volte:  Berchem
- 40 volte:  Racing Bruxelles
- 39 volte:  Kortrijk
- 37 volte:  KSK Beveren
- 32 volte:  Racing Mechelen
- 28 volte:  Waregem
- 25 volte:  Beringen
- 24 volte:  Olympic Charleroi
- 22 volte:  Westerlo
- 21 volte:  Tilleur
- 20 volte:  Gent-Zeehaven,  Verviétois
- 19 volte:  Zulte Waregem
- 18 volte:  Uccle
- 16 volte:  Eendracht Aalst
- 15 volte:  Thor Waterschei
- 14 volte:  R.E. Mouscron,  Ostenda
- 12 volte:  Lyra
- 10 volte:  KFC Lommel, OH Lovanio
- 9 volte:  A & RC Bruxelles,  Boom,  Diest,  Eupen,  La Louvière,  Mons,  Waasland-Beveren
- 8 volte:  Seraing
- 7 volte:  R.E. Mouscron
- 6 volte:  KRC Harelbeke
- 5 volte:  Excelsior Bruxelles,  La Forestoise,  Roeselare
- 4 volte:  Brussels,  Dender,  Elewijt,  Oostende KM,  Royal Uccle Sport
- 3 volte:  Beerschot VA,  Racing Jet Bruxelles,  Sint-Niklase,  Skill,  Turnhout
- 2 volte:  Belgica Edegem Sport,  Seraing 1922,  Sporting Bruxelles,  Tongeren,  Tubantia Borgerhout
- 1 volta:  AS Oostende,  Beringen-Heusden-Zolder,  Geel,  KSC Hasselt,  Ixelles,  KRC Gent,  La Louvière,  Leuven,  Montegnée,  Olympia Bruxelles,  Patro Eisden,  RRC Tournai,  RWDM47,  Sport Pédestre de Gand,  Tienen,  Tournai,  Tubize-Braine

## Record del massimo campionato belga

### Giocatori

#### Presenze
I primi dieci giocatori per numero di presenze (statistiche aggiornate al 12.01.2007)
| Pos. | Giocatore           | Presenze | Squadre                                                                                                  |
| ---- | ------------------- | -------- | --- |
| 1    | Raymond Mommens     | 613      | Lokeren (303), Charleroi (310)                                                                           |
| 2    | Willy Wellens       | 596      | Lierse (30), RWD Molenbeek (156), Standard Liegi (69), Club Bruges (216), Beerschot (100), Kortrijk (28) |
| 3    | Eddy Snelders       | 594      | Anversa (93), Lokeren (53), Lierse (158), Standard Liegi (55), Kortrijk (95), Germinal Ekeren (137)      |
| 4    | Dany Verlinden      | 582      | Lierse (139), Club Bruges (433)                                                                          |
| 5    | Guy Vandersmissen   | 574      | Standard Liegi (367), Germinal Ekeren (35), RWD Molenbeek (172)                                          |
| 6    | Franky Van Der Elst | 569      | RWD Molenbeek (103), Club Bruges (466)                                                                   |
| 7    | Filip De Wilde      | 567      | KSK Beveren (177), Anderlecht (375), Lokeren (17)                                                        |
| 8    | Marc Millecamps     | 563      | Waregem (563)                                                                                            |
| 9    | Victor Mees         | 551      | Anversa (551)                                                                                            |
| 10   | Vital Borkelmans    | 531      | Waregem (99), Club Bruges (375), Gent (57)                                                               |

#### Reti
I primi dieci giocatori per numero di reti (statistiche aggiornate al 12.01.2007)
| Pos. | Giocatore         | Reti | Squadre                                 |
| ---- | ----------------- | ---- | --------------------------------------- |
| 1    | Albert De Cleyn   | 377  | Malines                                 |
| 2    | Joseph Mermans    | 343  | Anderlecht                              |
| 3    | Bernard Voorhoof  | 296  | Lierse                                  |
| 4    | Arthur Ceuleers   | 288  | Beerschot, Racing Bruxelles             |
| 5    | Henrik Coppens    | 261  | Beerschot, Charleroi                    |
| 6    | Erwin Vandenbergh | 255  | Lierse, Anderlecht, Gent, RWD Molenbeek |
| 7    | Paul Dechamps     | 241  | RFC Liegi                               |
| 8    | Jean Capelle      | 240  | Standard Liegi                          |
| 9    | Paul Van Himst    | 235  | Anderlecht, RWD Molenbeek               |
| 10   | Jan Ceulemans     | 229  | Lierse, Club Bruges                     |